# Nemacheilus pallidus
Nemacheilus pallidus är en fiskart som beskrevs av Kottelat, 1990. Nemacheilus pallidus ingår i släktet Nemacheilus och familjen grönlingsfiskar. IUCN kategoriserar arten globalt som livskraftig. Inga underarter finns listade i Catalogue of Life.